# Werner Görlitz
Werner Görlitz (* 11. Februar 1937 in Heidelberg; † 1. Januar 2010) war ein deutscher Maschinenbauingenieur.

## Werdegang
Görlitz besuchte das humanistische Kurfürst-Friedrich-Gymnasium Heidelberg und schloss dort seine schulische Ausbildung 1956 mit dem Abitur ab. Im Anschluss studierte er Maschinenbau an der Technischen Hochschule Karlsruhe. Bei der Bundesbahndirektion Karlsruhe entstand für seine Diplomarbeit ein Entwurf einer Nebenbahn-Diesellokomotive für 1.000 mm Spurweite.
Erste berufliche Station waren 1962 die Fried. Krupp Maschinenfabriken in Essen, bei der er mit der Konstruktion und Projektierung von Diesellokomotiven beschäftigt war. 1967 wechselte er als Abteilungsleiter in das Augsburger Werk der MAN und war dort für den Einbau sowie den Verkauf von Bahnmotoren verantwortlich. 1970 kehrte er in die Fried. Krupp GmbH, Krupp Industrie- und Stahlbau zurück und übernahm ab 1976 die Leitung des Produktbereichs Verkehrstechnik, zu dessen Direktor er 1979 ernannt wurde.

1983 übernahm Görlitz beim Münchner Fahrzeughersteller Krauss-Maffei  die Leitung des Geschäftsbereichs Lokomotiven und Verkehrssysteme. 1987 wurde er Geschäftsführer der Krauss-Maffei Verkehrstechnik GmbH berufen, die 1999 als Siemens Krauss-Maffei Lokomotiven GmbH in den Siemens-Konzern eingegliedert wurde. Ein Jahr später trat er in den Ruhestand.
Über seinen beruflichen Wirkungskreis hinaus war Görlitz in mehreren Fachverbänden ehrenamtlich tätig. Er war Vorsitzender des Beirats des DIN-Normenausschusses Schienenfahrzeuge, Präsidiumsmitglied des Verbandes der Bahnindustrie in Deutschland (VDB) sowie Vorsitzender des VDB-Wirtschaftsausschusses, stellvertretender Vorsitzender der Lenkungsgruppe der Forschungsgemeinschaft Rad/Schiene, Mitglied des Fachwissenschaftlichen Beirats von ZEV + DET Glasers Annalen sowie Mitherausgeber weiterer eisenbahntechnischer Fachzeitschriften.
Nachdem er seit 1981 als Beisitzer Mitglied des Gesamtvorstandes war, stand er 1989 bis 1999 als Erster Vorsitzender der Deutschen Maschinentechnischen Gesellschaft (DMG) vor und war danach von 1999 bis 2005 wieder Beisitzer. Bis 2005 arbeitete er im Beuth-Ausschuss der DMG mit.
Zudem gehörte Görlitz dem Kuratorium des Deutschen Museums an.

## Ehrungen
- 1999: Ehrenmitglied der Deutschen Maschinentechnischen Gesellschaft
- 2001: Beuth-Ehrenmedaille
in Würdigung und dankbarer Anerkennung seiner großen Verdienste bei der Entwicklung und Produktion von Hochleistungslokomotiven mit nachhaltiger Wertschöpfung in Deutschland und seines hohen ehrenamtlichen langjährigen Engagements für die Ziele und Aufgaben der Deutschen Maschinentechnischen Gesellschaft DMG, des Verbandes der Bahnindustrie in Deutschland und dessen Vorgängerorganisation sowie für die Förderung des Fachnormenausschusses Schienenfahrzeuge FSF und weiterer für den Schienenverkehr wesentlicher Institutionen
- 2004: Verdienstkreuz am Bande der Bundesrepublik Deutschland
für sein langjähriges engagiertes Wirken auf dem Gebiet des Eisenbahnwesens, seinen beruflichen und ehrenamtlichen Einsatz für einen ökonomischen und ökologisch ausgerichteten Schienenverkehr und die gezielte Förderung der Kooperation zwischen den Schienenverkehrsunternehmen, der Bahnindustrie sowie der Forschung und Lehre

## Werke
- KraussMaffei. Vom 'Münchner' zur BR 120 und zum ICE. hrsg. von der Krauss-Maffei Verkehrstechnik GmbH, München; Hermann Merker Verlag, Fürstenfeldbruck, 1987 (mit Helge Hufschläger)